# 북극 세계기록보관소

로고

북극 세계기록보관소(Arctic World Archive, AWA)는 스발바르 국제 종자 저장고에서 멀지 않은 노르웨이 스피츠베르겐섬의 스발바르 제도에 위치한 데이터 보존 시설이다. 여러 국가의 역사적, 문화적 관심 데이터는 물론 미국의 다국적 기업 깃허브의 모든 오픈 소스 코드가 깊이 묻혀 있는 강철 금고에 담겨 있으며, 데이터 저장 매체는 500~1,000년 동안 지속될 것으로 예상된다. 민간 기업인 Piql과 국영 석탄 채굴 기업인 SNSK(Store Norske Spitsbergen Kulkompani)가 수익 창출 사업으로 운영하고 있다.

## 역사
Piql은 디지털 미디어의 장기 저장을 전문으로 하는 노르웨이의 데이터 저장 회사이다. Piql과 SNSK는 버려진 탄광의 갱도에서 깊이 묻혀 있는 강철 금고를 만들었다. 2017년 3월 27일 북극 세계 기록 보관소로 개장 당시 브라질, 멕시코, 노르웨이 정부는 다양한 역사적 문서의 사본을 금고에 보관했다.

## 같이 보기
- 스발바르 국제 종자 저장고
- 인터넷 아카이브